# 562 a.C.
Séculos: (Século VII a.C. - Século VI a.C. - Século V a.C.)
572 a.C. - 571 a.C. - 570 a.C. - 569 a.C. - 568 a.C. - 567 a.C. - 566 a.C. - 565 a.C. - 564 a.C. - 563 a.C. - 562 a.C. - 561 a.C. - 560 a.C. - 559 a.C. - 558 a.C. - 557 a.C. - 556 a.C. - 555 a.C. - 554 a.C. - 553 a.C. - 552 a.C.

## Eventos
- Nabucodonosor, antes de morrer, ouve a profecia de que Ciro capturaria a Babilônia.[1]
- Evil-Merodaque sucede seu pai Nabucodonosor II como rei da Babilônia.[1]
- 15 de abril : Jeconias de Judá, após trinta e sete anos de cativeiro, é libertado por Evil-Merodaque, e passa a comer na mesa do rei e ser contado como seu amigo.[1]
- Tiro é governada por juízes: Ecnibalo, filho de Baslaco, governa por três meses, seguido de Celbes, filho de Abdeu, que governa dez meses.[1]

## Mortes
- Data provável da morte de Nabucodonosor II, rei caldeu de Babilónia. Ele reinou 20 meses como vice-rei de seu pai, e 43 anos como rei.[1]
- Alíates, rei da Lídia, sucedido por seu filho Creso, que reinou durante 14 anos.[1]